# Anna Maria Bisi
Anna Maria Bisi (Roma, 23 settembre 1938 – Roma, 22 gennaio 1990) è stata un'archeologa italiana, specializzata in studi fenici e punici.

## Biografia
Allieva di Sabastino Moscati, conseguì il dottorato e pubblicò Il grifone: dalle origini orientali al VI secolo a.C. nel 1965. Due anni dopo pubblicò "Le Stele puniche", sempre in Studi Semitici, sull'archeologia punica.
All'età di 30 anni, Bisi fu nominata “Ispettrice delle Antichità Orientali presso la Soprintendenza alle Antichità della Città di Palermo” mentre continuava la sua attiva ricerca. Secondo Dolce, la borsa di studio accademica e le numerose pubblicazioni derivate da quella posizione hanno avuto profonde influenze.
L'attività professionale svolta da Bisi presso la Soprintendenza ha prodotto da subito un importante risultato relativo allo studio primario di coloro che assumono ed esercitano autorità di controllo e di informazione nei campi della cultura e della diffusione della conoscenza in generale: il dovere di riferire tempestivamente notizie anche parziali sulle attività di scavo e di ricerca. Fu in questo periodo che pubblicò articoli su Notizie degli Scavi tra il 1966 e il 1970, su Bollettino d'Arte nel 1968, in Sicilia Archeologica, Annali dell'Istituto Orientale di Napoli (AION) nel 1969, e Libya antiqua, negli anni 1969-1970.
Bisi venne nominata docente di antichità puniche presso l'Università La Sapienza di Roma nel 1969 e titolare della cattedra di Archeologia del Vicino Oriente antico presso l'Università di Urbino nel 1971. Le sue ricerche si sono concentrate sull'artigianato e sull'iconografia, attraverso le quali ha studiato la diffusione di Cultura fenicia e relazioni culturali nel Mediterraneo.

## Opere (parziale)
- Due avori piceni di tradizione vicino-orientale.
- L'iconografia del grifone a Cipro, 1962.
- Un bassorilievo di Aleppo e l'iconografia del dio Sin, 1963.
- L'idra: antecedenti figurativi di un mito greco, Geuthner, Paris, 1964.
- Le stele puniche di Solunto, 1965.
- Il grifone: storia di un motivo iconografico nell'antico Oriente mediterraneo, Centro di studi semitici, Istituto di studi del Vicino Oriente, 1965.
- Iconografie religiose greche o fenicie a Mozia?, Tipografia italo-orientale "S. Nilo, Roma, 1965.
- Bastoni magici inediti del Museo Egizio di Firenze, Aziende tipografiche eredi dott. G. Bardi, Roma, 1965.
- Kyttpiaka: contributo allo studio della componente cipriota della civiltà punica, Gherardo Casini, Palermo, 1965.
- L'Arte hittita, Roma, 1966.
- Un gruppo di terrecotte cipriote nel Museo di torino e il problema della colonizzazione Fenicia dell'isola, 1966.
- Studi punici I-III, Centro per le antichità e la storia dell'arte del Vicino Oriente, Roma, 1966.
- Le Influenze puniche sulla religione libica: La gorfa di Kef el-Blida, Ed. dell'Ateneo, Roma, 1966.
- Due scarabei inediti dalla necropoli punica di Palermo, Aziende tipografiche eredi dott. G. Bardi, Roma, 1966.
- Scavi a Lilibeo (Marsala), Centro per le antichità e la storia dell'arte del Vicino Oriente, Roma, 1966.
- Motivi sicelioti nell'arte punica di età ellenistica, L'Erma di Bretschneider, Roma, 1966.
- Le stele puniche, Istituto di studi del Vicino Oriente, Roma, 1967.
- Ricerche sulle mura puniche di Lilibeo, Roma, 1967.
- Una placchetta inedita dall'alta Siria con la dea prementesi i seni, Istituto orientale, Napoli, 1967.
- Scoperte archeologiche nella Sicilia punica, 1967.
- Influenza della coroplastica siceliota sulla produzione punica, 1968.
- Aspetti e problemi della ceramica punica arcaica dipinta, Istituto Universitario Orientale, Napoli, 1968.
- Ricerche sulle fortificazioni puniche di Lilibeo (Marsala), L'Erma di Bretschneider, Roma, 1968.
- Favignana dalla preistoria all'epoca romana, Trapani, 1968.
- La Religione punica in Sicilia alla luce delle nuove scoperte archeologiche, Ed. dell'Ateneo, Roma, 1968.
- Un frammento di stele votiva con iscrizione punica da Erice, Napoli, 1969.
- Erice punica, 1969.
- Rapporto preliminare della Missione congiunta con la Soprintendenza alle Antichitá della Sicilia Occidentale, Consiglio Nazionale delle Ricerche, Roma, 1969.
- Grotta Regina: Rapporto preliminare della Missione congiunta con la Soprintendenza alle Antichità della Sicilia Occidentale, C. N. R., Roma, 1969.
- Due frammenti di sculture arcaiche selinuntine, L'Erma di Bretschneider, Roma, 1969.
- Grotta Regina, Consiglio nazionale delle ricerche, Roma, 1969-1979.
- Rapporto preliminare della Missione congiunta con la Soprintendenza alle Antichità della Sicilia Occidentale, 1969.
- Erice (Trapani): Saggi alle fortificazioni puniche, Hoepli, Milano, 1969.
- La ceramica punica: aspetti e problemi, Napoli, 1970.
- Prolegomena per una storia dell'architettura funeraria punica in Sicilia: I: le necropoli di Erice e Lilibeo, Banco di Sicilia. Ufficio Fondazione Mormino, Roma, 1970.
- A proposito di alcune anfore puniche di Tripolitania, Istituto universitario orientale. Centro studi magrebini, Napoli, 1971.
- Nuovi scavi nella necropoli punica di Lilibeo (Marsala), L'Erma di Bretschneider, Roma, 1971.
- Le stele neo-puniche del Museo Nazionale di Napoli, Istituto orientale di Napoli, Napoli, 1972.
- Su una base con dedica a Dusares nell'Antiquarium di Pozzuoli, Istituto orientale di Napoli, Napoli, 1972.
- Una statuetta di Astarte nel Museo di Vienna, Istituto orientale di Napoli, Napoli, 1972.
- Le terrecotte figurate di tipo greco-punico di Ibiza: I. Museo del Cau Ferrat a Sitges, Consiglio nazionale delle ricerche, Roma, 1973[4].